# Журавка (Сумський район)
Журавка — село в Україні, у Хотінській селищній громаді Сумського району Сумської області. Населення становить 158 осіб. До 2020 орган місцевого самоврядування — Біловодська сільська рада.

## Географія
Село Журавка знаходиться на березі річки Снагість, вище за течією на відстані 2,5 км розташоване село Біловоди, нижче за течією примикає село Миколаєво-Дар'їно (Курська область, Росія). Село знаходиться на кордоні з Росією.

## Історія
- 12 червня 2020 року, відповідно до Розпорядження Кабінету Міністрів України № 723-р «Про визначення адміністративних центрів та затвердження територій територіальних громад Сумської області» увійшло до складу Хотінської селищної громади.[1]

- 19 липня 2020 року, в результаті адміністративно-територіальної реформи та ліквідації Сумського району(1923-2020), село увійшло до новоутвореного Сумського району[2].

13 листопада 2022 року росіяни обстріляли село з мінометів. Унаслідок пошкоджені садиби, розбита сільгосптехніка.
У березні 2023 року внаслідок систематичних обстрілів російським агресором населений пункт залишився поза логістичними маршрутами.
1 травня 2024 року організували виїзд населення із Водолаг, Журавки та Біловодів. Галина Міщенко разом з 95-річною мамою вимушені покинути домівку. Жінка каже, їхнє село Журавка, в якому мешкали, щоденно обстрілюють: “Я приїхала в Журавку доглядати маму свою, їй 95 років і зараз вимушені зривати її з місця. Їй дуже важко це перенести, бо вона все життя прожила в Журавці”.
2 червня 2024 року в селі на міні підірвався 62-річний тракторист. Чоловік помер у лікарні. Про це  повідомили у Сумській обласній прокуратурі. Мешканець села косив траву на тракторі і наїхав на міну. Пораненого знайшов син та відвіз до лікарні у Суми. У чоловіка були множинні поранення, від яких він помер.
19 липня 2024 року російські війська обстріляли село. Зафіксовано 6 вибухів, ймовірно НАР з гелікоптера.
3 серпня 2024 року російські війська знову обстріляли село. Зафіксовано 5 вибухів, ймовірно міномет 82 мм.
7 серпня 2024 року село зазнало авіаційних, ракетних та артилерійських ударів російським агресором.
За даними Deep State, станом на 23.05.2025, ворог окупував Журавку 

## Відомі люди
- Замула Василь Никифорович — український радянський діяч.